# Sulitelma VII
Sulitelma VII levererades 1915 från Kockums Mekaniska Verkstad i Malmö till Dampskibs A/S Transport i Bodø i Norge som ett kombinerat fraktfartyg och isbrytare. Hon användes för att frakta malm från Sulitjelma gruber, innan det fanns järnväg hela sträckan till utskeppningshamnen i Finneid. Hon köptes 1920 av Gävle stad och döptes om till Pehr Ennes. Hon tjänstgjorde till 1957, då hon utrangerades. 
Under andra världskriget rekvirerades Pehr Ennes 1939–1940 av Ostkustens Marinkommando i Stockholm som hjälpkanonbåt (HKB 19). Hon rekvirerades igen i maj 1944, men grundstötte och sjönk samma månad norr om Gåsholma. Hon bärgades och användes efter kriget för isbrytning under svåra vintrar fram till mitten av 1950-talet. Hon skrotades omkring 1957.